# 云南蕨
云南蕨（学名：Pteridium yunnanense）为蕨科蕨属下的一个种，产自中国云南及越南、马来西亚及印度。其种加词“yunnanense”意为“云南的”。
现接受名为欧洲蕨威地亚种（Pteridium aquilinum subsp. wightianum (Wall. ex J.Agardh) W.C.Shieh, 1973）。